# Robert Prytz
Robert Klas-Göran Prytz, född 12 januari 1960 i Malmö, är en svensk före detta fotbollsspelare (mittfältare) och landslagsspelare.

## Klubbkarriär

### Genombrott i Malmö FF
Robert Prytz växte upp tillsammans med fyra bröder och tre systrar på Kirseberg i Malmö i ett hyreshus kallat "Gula faran" på Norra Bulltoftavägen. Han började spela med Kirsebergs IF på Dalhemsplanen och gjorde A-lagsdebut som 16-åring i division fyra. Som tidig talang i ungdomslandslaget var han på väg till Djurgårdens IF, men blev kvar. Sedan hans far, en stor Malmö FF-supporter, gått bort när Prytz var 16 år gick han till Malmö FF där han fick sitt genombrott under Bob Houghton i ett lag med ledande landslagsmeriterade spelare som Roy Andersson, Krister Kristensson och Bo Larsson. Seriedebuten kom 9 oktober 1977 i en match där Malmö FF kritiserades för att ställa upp med reserver, som den unge Prytz, mot AIK. AIK kämpade för att vara kvar i Allsvenskan. MFF var då redan klara seriesegrare.
Prytz hade bara spelat i 14 seriematcher när han på grund av de många skadorna i laget fick chansen i Europacupfinalen mot Nottingham Forest i München våren 1979. Året därpå gjorde han debut i A-landslaget, 12 november 1980 i VM-kvalmatchen mot Israel i Tel Aviv.

### Utlandsproffs
Det var nära att Prytz först hamnade i Stoke City, men han fick aldrig något arbetstillstånd på grund av att han hade spelat för få landskamper. 1 juli 1982 blev Prytz proffs i Skottland och Glasgow Rangers. Det gick bra för Prytz i början. Han gjorde mål direkt i sin ligadebut mot Motherwell och gjorde även ett mål direkt från en hörna mot rivalerna Celtic.
Han spelade i 2 skotska ligacupfinaler med Rangers, och missade en, då Prytz var avstängd. Prytz spelade i förlusten mot Celtic 4 december 1982, men fick vara med att vinna 28 oktober 1984 då Rangers vann finalen mot Dundee United. Men efter två säsonger i Rangers fick Prytz allt mindre speltid och hamnade ofta på bänken. Det berodde mest på att han aldrig föll managern Jock Wallace i smaken.
Prytz ville gärna hem till Malmö igen men MFF kunde bara erbjuda Rangers 400 000 kr som inte ville släppa honom. Det fanns intresse från IFK Göteborg och Prytz valde att skriva på då Blåvitt betalade 1,4 miljoner för skåningen, som också värvade hem Glenn Hysén. Prytz debuterade i Blåvitt 15 augusti 1985 mot Kalmar FF (2-2). Tiden i Blåvitt blev dock inte långvarig, närmare tre månader. Han hade svårt att motivera sig och ville ut i Europa igen, och i slutet av november 1985 blev Prytz åter utlandsproffs. 
Schweiziska Young Boys köpte loss honom för 1,9 miljoner. Det innebar inledningen på en sensationell serie med 15 matcher i rad utan förlust. För Prytz blev det 3 mål på 14 matcher och redan under sin första säsong i Young Boys blev han mästare. 1986 fick han också Guldbollen efter avgörande insatser i landslaget och i klubblaget som pådrivare och ovärderlig lagspelare. Säsongen efter, 1986/87 vann klubben cupen, och Prytz utsågs till ligans bäste utländska spelare.  Den lyckade säsongen i Schweiz gav rykte om sig, och han tackade ja till budet från tyska Bayern 05 Uerdingen. Bundesliga-klubben köpte loss honom för 4,9 miljoner kronor. I Uerdingen var han en av de mest framstående spelarna och avslutade säsongen med totalt nio mål på 32 matcher (bakom Stefan Kuntz) som klubbens näst bästa målskytt. Det blev dock bara en säsong i Bundesliga.
Prytz hade drömt om att få bli proffs i Italien. 1988 kom han till Atalanta på inrådan av landslagskollegan Glenn Strömberg som rekommenderade Atalanta att köpa honom. Italienarna betalade tyskarna 9,8 miljoner för Prytz. Den 9 oktober 1988 gjorde han sin ligadebut i Serie A då Atalanta mötte Napoli (förlust med 1-0).  I Italien fick han spela mot de allra bästa fotbollsspelarna i världen, bl.a. gjorde Prytz en tunnel på självaste Maradona. Prytz hade en enastående säsong och låg långa tider i topp på La Gazzetta dello Sports spelarbörs med en snittpoäng på 6,92, högre än de allra bästa italienska spelarna. Prytz och Strömberg var med och tog Atalanta till Coppa Italia-semifinal och en överraskande sjätteplats i Serie A. Det blev totalt fyra mål för Atalanta. Ett mål mot Bologna samt ett mål mot Pescara i ligan. I den italienska cupen gjorde Prytz mål mot AC Monza och ett mot SSC Bari.
Efter ett år i Atalanta flyttade Prytz till Hellas Verona i en bytesaffär med Claudio Caniggia. Prytz gjorde sin ligadebut för laget den 27 augusti 1989, då Verona mötte just Atalanta (förlust med 1-0). För den nya klubben fortsatte svensken med de fina prestationerna, men kunde inte förhindra nedflyttning till Serie B. Han stannade kvar och var med och tog Hellas Verona tillbaka till Serie A, för att sedan vara med att åka ur igen 1992. Familjen trivdes bra i Italien och stannade kvar i flera år. Det blev 133 matcher och 24 mål för Hellas Verona innan Prytz lockades hem till Malmö FF sommaren 1993.

### Comeback i Malmö
Den allsvenska comebacken skedde den 1 augusti 1993. MFF spelade borta mot IK Brage och vann med 3-1. MFF hade haft det jobbigt under våren, så nyförvärvet av den rutinerade Prytz var verkligen ett lyckat drag. Med Prytz i laget inledde MFF med att ta sju poäng på tre matcher. Han spelade 12 matcher och gjorde 1 mål i allsvenskan under halva säsongen i Malmö FF, där klubben slutade på en tionde plats i allsvenskan.
Säsongen efter storspelade Prytz på mittfältet tillsammans med bl.a. Jens Fjellström. Prytz spelade 23 matcher och gjorde 7 mål i allsvenskan, där MFF slutade på en tredjeplats.
Sista matchen i Malmö FF blev i den näst sista omgången av allsvenskan 23 oktober 1995 då MFF spelade 0-0 borta mot Trelleborgs FF. Prytz spelade 17 matcher och gjorde 1 mål under sin sista säsong i allsvenskan.
Han återvände till Young Boys i Schweiz. Familjen var på väg till Skottland då ett bud från schweizarna hastigt dök upp och som Prytz inte kunde tacka nej till. Det blev en och en halv säsong i Bernklubben. 38 matcher och 3 mål i ligan. Sista matchen spelade Prytz 1 december 1996 mot Luzern, innan han med sin dåvarande skotska fru Joyce, återvände till Skottland och avslutade proffskarriären i Kilmarnock. 
Tillbaka i Skottland spelade Prytz, tills han var över 40 år, i olika lag, de flesta i de lägre divisionerna, Dumbarton, Cowdenbeath, East Fife, Pollok FC och Hamilton Academical. Prytz var också verksam i Glasgow Rangers ungdomsverksamhet som tränare.

## Landslagskarriär
Prytz debuterade i landslaget 12 november 1980 i VM-kvalmatchen mot Israel i Tel Aviv. Han spelade i landslaget under nio år men fick aldrig vara med om ett stort mästerskap. Hans första mål i landslaget var en straff, i en vänskapsmatch mot Nederländerna 27 april 1983.
Prytz blev bäste målskytt i landslaget både under åren 1984 (3 mål) och 1985 (5 mål) och under flera år under åttiotalet var Prytz och Glenn Strömberg landslagets centrala mittfältsblock.
Sverige besegrade världsmästarna Italien både hemma och borta, men två förluster mot Rumänien gjorde att Sverige missade EM 1984. Men det var ytterst nära att landslaget tog sig till VM 1986 i Mexiko, men snubblade på mållinjen. I den näst sista kvalmatchen, en bortamatch mot Malta återstod, förlorade Sverige oturligt med 1-2 mot Tjeckoslovakien i Prag. Efter det stod hoppet till Västtyskland som bara behövde vinna mot Portugal hemma. Portugal vann överraskande i Stuttgart och Sveriges drömmar om Mexiko försvann, och Prytz var öppet i tårar efter matchen, där ett TV-team filmade ifrån Prag.
Förluster i EM-kvalmatcherna mot Italien i Neapel samt Portugal i Solna, gjorde att Sverige även missade EM 1988.
När Sverige hade lyckats ta sig till VM i Italien 1990, hade förbundskapten Olle Nordin petat Prytz året innan. Prytz fick bara spela de tre inledande VM-kvalmatcherna (mot England på Wembley 19 oktober 1988, mot Albanien i Tirana 5 november 1988, och mot Polen i Solna 7 maj 1989), men påstod själv i SVT-programmet "Mästarnas mästare" att han spelat hela VM-kvalet vilket inte var korrekt. Han blev inte uttagen till truppen som spelade i VM i Italien 1990.
Prytz sista landskamp blev i en förnedrande 0-6-förlust mot Danmark på Parken i Köpenhamn 14 juni 1989. Det blev totalt 56 A-landskamper och 13 mål.

## Efter den aktiva karriären
2005 bodde och arbetade Prytz i Benalmádena i Costa del Sol som fotbollstränare för barn och ungdomar.
Prytz återvände hösten 2007 till Malmö, och blev den 22 december 2008 officiellt assisterande tränare i IF Limhamn Bunkeflo och därefter 2014 assisterande tränare för Vittsjö GIKs damlag i ett år.
2011 deltog han i SVT:s Mästarnas mästare.

## Meriter
- 56 A-landskamper
- Ligamästare i Schweiz och Sverige
- Ligacupmästare med Glasgow Rangers
- Två gånger vinnare Svenska cupen med Malmö FF
- 2:a i Europacupen med Malmö FF år 1979
- Deltagare i det Malmö FF som 1979 tilldelades Svenska Dagbladets guldmedalj
- Guldbollenvinnare: 1986
- Invald i Svensk fotbolls Hall of Fame 2017[28]